# Atak na Tarent
Atak na Tarent (operacja Judgement) – atak brytyjskich samolotów torpedowych na bazę włoskiej marynarki wojennej w Tarencie, w czasie II wojny światowej. Był częścią większej operacji Royal Navy, mającej na celu odzyskanie przez Wielką Brytanię przewagi w basenie Morza Śródziemnego. W wyniku nalotu włoska Regia Marina utraciła jeden pancernik, uszkodzeniom uległy dwa inne oraz krążownik ciężki i niszczyciel. Był to pierwszy w historii udany atak samolotów torpedowych startujących z lotniskowca na okręty stacjonujące w dobrze chronionej bazie.

## Planowanie ataku
Koncepcja zaskakującego ataku lotniczego na pozostające w bazie okręty włoskie powstała w połowie lat 30. XX wieku, a skonkretyzowana w 1938 roku. W jej opracowywaniu brał udział ówczesny komandor Arthur L. Lyster, który w czasie I wojny światowej miał okazję dobrze poznać port w Tarencie, stacjonując tam z pancernikiem HMS „Queen Elizabeth” (ówcześnie Wielka Brytania i Włochy były sojusznikami w ramach trójporozumienia).
Po wybuchu II wojny światowej Morze Śródziemne pozostawało początkowo poza obszarem głównych działań. Sytuacja zmieniła się diametralnie po wystąpieniu Włoch po stronie III Rzeszy i klęsce Francji. Dowódca Floty Śródziemnomorskiej, admirał Andrew Cunningham, był zwolennikiem taktyki nastawionej na ofensywę i wyeliminowanie z walki włoskich ciężkich okrętów. Zdawał on sobie sprawę z możliwości zadania decydującego uderzenia przy pomocy lotnictwa pokładowego, ale w tej fazie wojny nie dysponował wystarczającymi siłami. Jedyny podległy mu lotniskowiec, HMS „Eagle” był już przestarzały, zbyt wolny i przenosił za mało samolotów. Dopiero na początku września 1940 roku wzmocnienie bazującej w Aleksandrii floty zespołem kontradmirała Lystera (lotniskowiec HMS „Illustrious”, pancernik HMS „Valiant” i krążowniki przeciwlotnicze HMS „Coventry” i HMS „Calcutta”) umożliwiło podjęcie na nowo planów uderzenia.
We wrześniu i pierwszych dniach października 1940 roku sztab Floty Śródziemnomorskiej dopracował plan operacji Judgement. Według jego założeń w nocnym nalocie miały wziąć udział samoloty torpedowe Fairey Swordfish ze zmniejszoną do dwóch osób załogą i zainstalowanymi dodatkowymi zbiornikami paliwa. Samoloty miały startować w dwóch grupach po 15 maszyn, część z nich powinna być uzbrojona w bomby i flary dla oświetlenia celów i odwrócenia uwagi obrońców. Termin przeprowadzenia operacji wyznaczono na noc pełni księżyca 21 października 1940 roku. Był to jednocześnie dzień 135. rocznicy bitwy pod Trafalgarem.
Plan ten został zniweczony przez pożar, który wybuchł w hangarze HMS „Illustrious” 18 października. Jego następstwem było zniszczenie dwóch i uszkodzenie pięciu dalszych samolotów. Wobec tego nowy termin ataku ustalono na noc z 11 na 12 listopada i połączono z wielokierunkowymi działaniami innych zespołów Royal Navy, których celem miało być przeprowadzenie konwoju z zaopatrzeniem na Maltę, zasilenie garnizonu brytyjskiego na Krecie oraz wzmocnienie floty w Aleksandrii. Całość otrzymała kryptonim MB-8. Kolejne korekty do planu wprowadziła awaria systemu tankowania samolotów na HMS „Eagle” wskutek bliskich wybuchów włoskich bomb podczas wcześniejszej akcji bojowej (inne źródła mówią o uszkodzeniu siłowni lotniskowca), która uniemożliwiła jego wykorzystanie operacyjne. W tej sytuacji admirał Lyster postanowił przeprowadzić atak mniejszymi siłami i na HMS „Illustrious” zaokrętowano część maszyn z drugiego okrętu. Wychodząc w morze 6 listopada 1940 roku HMS „Illustrious” miał na pokładzie 24 samoloty Fairey Swordfish, 12 myśliwców Fairey Fulmar i 4 Gloster Sea Gladiator.

## Włoskie środki obrony portu w Tarencie
Dla rozpoznania rozmieszczenia artylerii przeciwlotniczej i innych środków obrony włoskiej bazy zaangażowano lotnictwo rozpoznawcze startujące z Malty. Samoloty Martin Maryland z 431. Eskadry Rozpoznawczej doskonale wykonały swoje zadanie, fotografując obszar portu, wraz ze znajdującymi się tam okrętami, rozpoznając rozmieszczenie stanowisk artylerii przeciwlotniczej i balonów zaporowych.

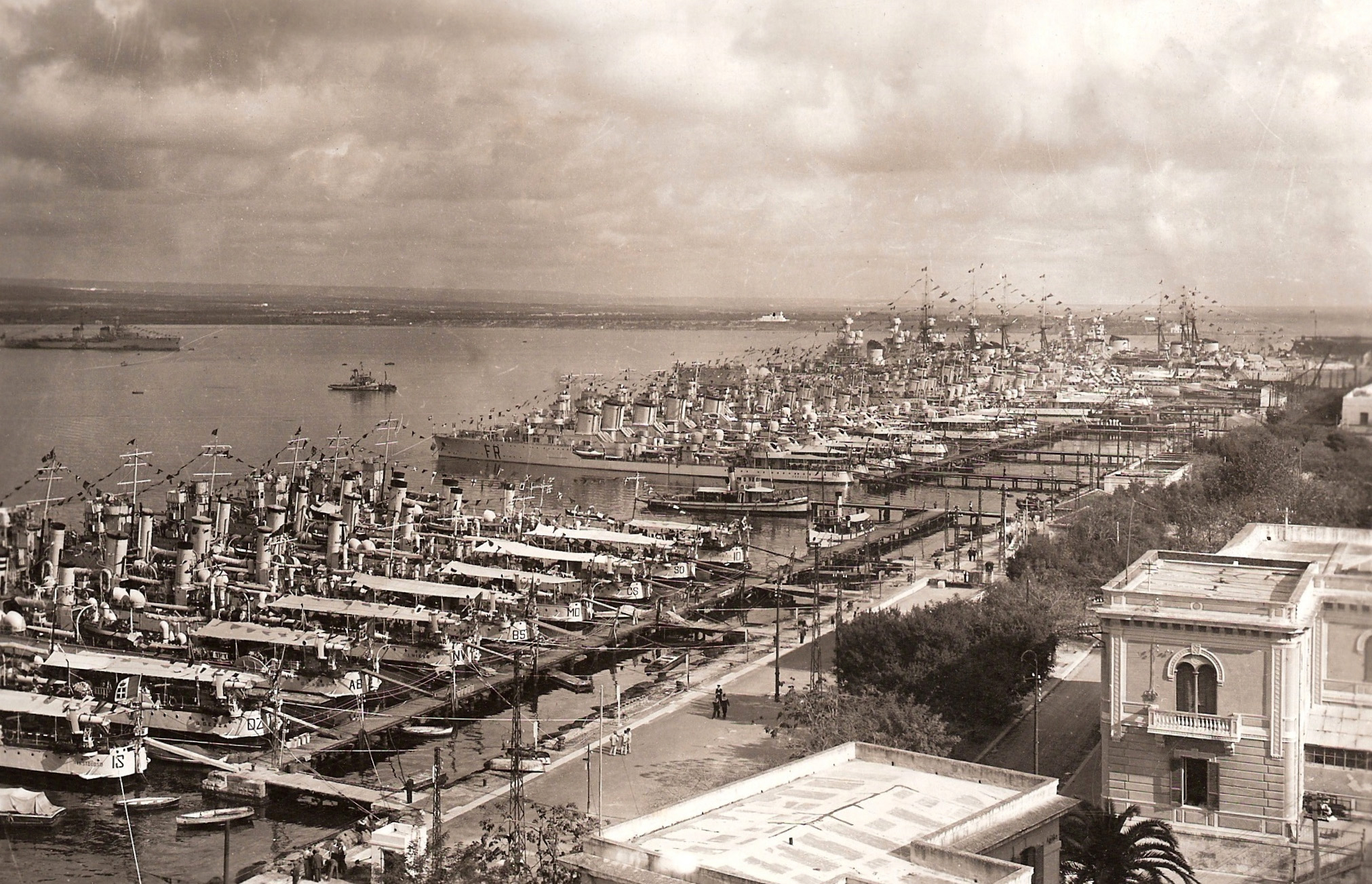
Port w Tarencie w latach międzywojennych

W bazie w Tarencie stacjonowało pięć (dzień przed atakiem przybył szósty) włoskich pancerników: „Conte di Cavour”, „Giulio Cesare”, „Andrea Doria”, „Caio Duilio”, „Littorio” i „Vittorio Veneto”, siedem krążowników ciężkich, dwa krążowniki lekkie, 28 niszczycieli, 16 okrętów podwodnych i liczne mniejsze jednostki. Chronione były przez 21 ciężkich i 84 lekkie działa przeciwlotnicze oraz 109 karabinów maszynowych, 90 balonów zaporowych, sieci przeciwtorpedowe, reflektory przeciwlotnicze i aparaturę nasłuchową.
Jednak Brytyjczycy, dzięki rozpoznaniu lotniczemu, poznali słabe punkty włoskiej obrony. Możliwe było podejście do portu od strony lądu, ponieważ tamten obszar nie był chroniony balonami zaporowymi i słabiej obsadzony artylerią przeciwlotniczą. Włoskie okręty nie zmieniały miejsc postoju, a odległości pomiędzy nimi były tak małe, że utrudniały prowadzenie skutecznego ognia przeciwlotniczego do nisko lecących samolotów. Admirał Lyster uznał wobec tego, że wykonanie planu jest trudne, ale nie niemożliwe, chociaż liczył się z dużymi stratami wśród załóg samolotów.

## Operacje Floty Śródziemnomorskiej
4 listopada 1940 roku z baz w Aleksandrii i Port Said wyszły konwoje z zaopatrzeniem na Maltę (MW-3) i do zatoki Suda na Krecie (AN-6). Ich bezpośrednią osłonę stanowiły krążowniki przeciwlotnicze HMS „Calcutta” i HMS „Coventry” oraz cztery niszczyciele. Po dopłynięciu konwoju na Kretę całość sił ochraniała pięć transportowców kierujących się na Maltę.
Następnego dnia Aleksandrię opuściły krążowniki HMS „Ajax” i HMAS „Sydney”, wioząc na pokładach żołnierzy dla powstającej w zatoce Suda bazy brytyjskiej. Po ich wyokrętowaniu w miejscu przeznaczenia obydwa okręty dołączyły do sił głównych admirała Cunninghama. Te ostatnie wyszły z Aleksandrii 6 listopada i składały się z pancerników HMS „Warspite”, HMS „Valiant”, HMS „Malaya” i HMS „Ramillies”, lotniskowca HMS „Illustrious”, trzech krążowników (potem dołączyły jeszcze dwa płynące z Krety) i 13 niszczycieli.
Równocześnie z Gibraltaru wypłynęła w ramach osobnej operacji Coat całość Force H admirała Jamesa Somerville, ochraniająca zespół okrętów podążający na wschód, do Aleksandrii celem wzmocnienia Floty Śródziemnomorskiej. Były to pancernik HMS „Barham”, dwa krążowniki i trzy niszczyciele. W drodze, 9 listopada, samoloty z lotniskowca HMS „Ark Royal” zbombardowały Cagliari na Sardynii, po czym siły główne zawróciły do Gibraltaru a wydzielony zespół połączył się w okolicy Malty z flotą admirała Cunninghama.
W dniach 9 i 10 listopada trzy samoloty Fairey Swordfish z HMS „Illustrious” zostały zniszczone przez zanieczyszczone paliwo, znajdujące się w jednym ze zbiorników lotniskowca i grupa lotnicza, wytypowana do nalotu, zmniejszyła się do 21 maszyn. 11 listopada wieczorem HMS „Illustrious” w eskorcie krążowników HMS „Berwick”, HMS „York”, HMS „Gloucester” i HMS „Glasgow” oraz niszczycieli HMS „Hasty”, HMS „Hyperion”, HMS „Havock”” i HMS „Ilex” znalazł się na wyznaczonej pozycji około 40 mil morskich na zachód od wyspy Kefalinia, w odległości 170 mil morskich od Tarentu. Pozostała część floty admirała Cunninghama zapewniała daleką osłonę lotniskowca, z wyjątkiem krążowników HMS „Ajax”, HMAS „Sydney” i HMS „Orion”, które, osłaniane przez dwa niszczyciele, wyruszyły w stronę Cieśniny Otranto celem zaatakowania włoskiej żeglugi na tym akwenie.

## Atak na Tarent

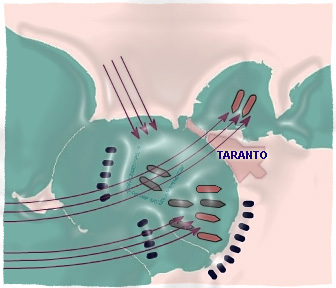
Przebieg nalotu na bazę w Tarencie

Pierwsza fala 12 maszyn, prowadzona przez dowódcę 815 dywizjonu FAA, komandora podporucznika Kennetha Williamsona, wystartowała z pokładu lotniskowca przed godziną 21.00. Sześć samolotów było uzbrojonych w torpedy, wyposażone w specjalne drewniane stabilizatory dla uniknięcia uderzenia w dno po zrzucie, pozostałe miały bomby i flary. Nalot rozpoczął się około godziny 23.00 zrzuceniem flar oświetlających bazę przez dwa samoloty. Pierwszy torpedę zrzucił, w kierunku pancernika „Conte di Cavour”, prowadzący atak komandor Williamson. Jego maszyna została zestrzelona przez artylerzystów niszczyciela „Fulmine” (obaj lotnicy dostali się do niewoli), ale torpeda eksplodowała pod dnem okrętu, który osiadł na płyciźnie, zginęło tam 17 członków załogi. Dwie inne torpedy z samolotów pierwszej fali trafiły i poważnie uszkodziły pancernik „Littorio”.
Druga fala, dowodzona przez komandora podporucznika J.W. Hala, dotarła nad port około północy. Składało się na nią jedynie osiem maszyn, dziewiąta na skutek awarii musiała zawrócić na lotniskowiec. Dowódca zaatakował „Littorio”, trafiając celnie po raz trzeci, inna torpeda uszkodziła „Caio Duilio”. Jeden z samolotów biorących udział w nalocie został zestrzelony, a obaj lotnicy: pilot por. Gerard Bayly i nawigator por. Henry Slaughter zginęli. Bomby zrzucone przez jeden z samolotów trafiły krążownik „Trento” i niszczyciel „Libeccio”, przebijając kadłuby i wybuchając w wodzie. Obydwa okręty odniosły jedynie nieznaczne uszkodzenia.
Powrót samolotów, z wyjątkiem dwóch zestrzelonych, odbył się bezpiecznie pomiędzy godziną 1.00 a 2.50 i zespół wyruszył w drogę powrotną do Aleksandrii. Początkowo planowano powtórzenia ataku kolejnej nocy, ale na przeszkodzie stanęły złe warunki pogodowe. Krążowniki wysłane w kierunku Cieśniny Otranto napotkały na swej drodze włoski konwój, złożony z czterech transportowców w eskorcie krążownika pomocniczego „Ramb III” i torpedowca „Fabrizi”. W krótkim pojedynku artyleryjskim okręty osłony zostały uszkodzone i zmuszone do ucieczki, zaś wszystkie transportowce zatopione.

## Straty Regia Marina
W wyniku ataku włoska marynarka wojenna straciła już do końca działań wojennych pancernik „Conte di Cavour”. Uszkodzony okręt osiadł na dnie basenu portowego i został w 1941 roku podniesiony i przeholowany do Triestu, ale nigdy nie został naprawiony. Po kapitulacji Włoch został przejęty przez Niemców i ostatecznie zatopiony 15 lutego 1945 roku w trakcie nalotu samolotów amerykańskich. „Littorio” i „Caio Duilio” zostały wyłączone ze służby na odpowiednio cztery i osiem miesięcy. Obydwa odniosły również straty w załogach: na „Littorio” poległo 32 marynarzy, na „Caio Duilio” trzech. Ponadto Włosi stracili wodnosamoloty na zbombardowanym kotwicowisku, niewielkie zniszczenia odniosły również bombardowane zbiorniki paliwa i doki. Część bomb wybuchło poza obszarem portu, przynosząc straty także wśród ludności cywilnej.

## Skutki ataku

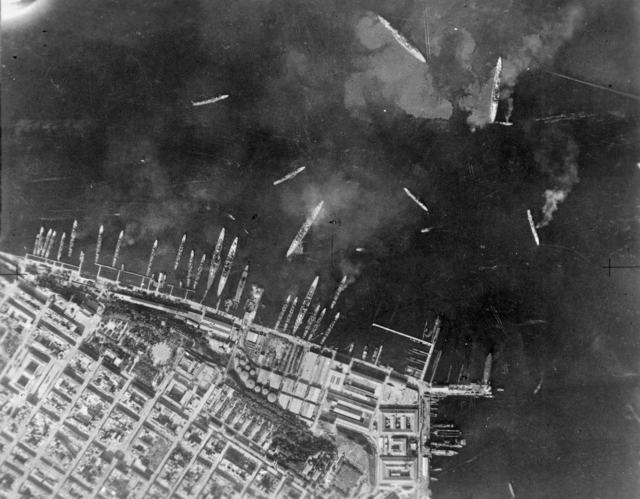
Port w Tarencie po ataku

Nalot na Tarent przyniósł czasową zmianę układu sił na Morzu Śródziemnym. Przewaga, którą uzyskała Royal Navy, umożliwiła admirałowi Cunninghamowi zaplanowanie kolejnych operacji przeciwko flocie włoskiej oraz przeprowadzenie na Maltę i do Aleksandrii kilku ważnych konwojów z zaopatrzeniem. Atak udowodnił słabość włoskiej obrony, co spowodowało podjęcie przez dowództwo Regia Marina decyzji o wycofaniu ciężkich okrętów dalej od terenu działań, do Neapolu i Mesyny.
Atak ten, jako pierwszy skuteczny atak lotniczy na okręty znajdujące się w dobrze chronionej bazie odbił się szerokim echem w świecie. Z doświadczeń brytyjskich skorzystali przede wszystkim Japończycy, przeprowadzając w rok później atak na Pearl Harbor.